# Episodi de Il cane di papà (seconda stagione)
La seconda stagione della serie televisiva Il cane di papà è stata trasmessa in anteprima negli Stati Uniti d'America dalla NBC tra il 30 settembre 1989 e il 28 aprile 1990.
| nº | Titolo originale                             | Titolo italiano | Prima TV USA      | Prima TV Italia |
| -- | -------------------------------------------- | --------------- | ----------------- | --------------- |
| 1  | Settling                                     |                 | 30 settembre 1989 |                 |
| 2  | Harry Snubs Laverne                          |                 | 14 ottobre 1989   |                 |
| 3  | On the Interpretation of Dreams              |                 | 21 ottobre 1989   |                 |
| 4  | Between a Cop and a Hard Place               |                 | 28 ottobre 1989   |                 |
| 5  | Just You and My Kid                          |                 | 4 novembre 1989   |                 |
| 6  | Rambo of Neiman Marcus                       |                 | 11 novembre 1989  |                 |
| 7  | You Are 16 Going on 17 and I'm Not           |                 | 18 novembre 1989  |                 |
| 8  | The R.N. Who Came to Dinner                  |                 | 25 novembre 1989  |                 |
| 9  | Green Eggs and Harry                         |                 | 2 dicembre 1989   |                 |
| 10 | Overdue for a Job                            |                 | 9 dicembre 1989   |                 |
| 11 | A Christmas Story                            |                 | 16 dicembre 1989  |                 |
| 12 | Change of Heart                              |                 | 6 gennaio 1990    |                 |
| 13 | Harry's Choice                               |                 | 13 gennaio 1990   |                 |
| 14 | Complainin' in the Rain                      |                 | 27 gennaio 1990   |                 |
| 15 | M.D., P.O.V.                                 |                 | 3 febbraio 1990   |                 |
| 16 | Everything But Love                          |                 | 10 febbraio 1990  |                 |
| 17 | Timing                                       |                 | 12 febbraio 1990  |                 |
| 18 | It Happened Two Nights, Four Costume Changes |                 | 17 febbraio 1990  |                 |
| 19 | Love Is Blind                                |                 | 24 febbraio 1990  |                 |
| 20 | Goodbye, Mr. Dietz                           |                 | 3 marzo 1990      |                 |
| 21 | Lessons                                      |                 | 10 marzo 1990     |                 |
| 22 | Take My Mom, Please                          |                 | 24 marzo 1990     |                 |
| 23 | Did You Ever See a Dream Dying?              |                 | 14 aprile 1990    |                 |
| 24 | Still Growing After All These Years          |                 | 28 aprile 1990    |                 |